# Miguel Ángel Ciccia Vásquez
Miguel Ángel Ciccia Vásquez (Canchaque, 25 de noviembre de 1954): es un Ingeniero industrial, empresario, y político peruano. En el ámbito político, es congresista de la república durante el período 2021-2026. Además fue diputado de la república durante el periodo 1990-1992.

## Carrera política

### Diputado por Piura
En las elecciones parlamentarias de 1990, Ciccia postuló a la Cámara de Diputados representando a Piura por el Frente Democrático de Mario Vargas Llosa y fue elegido diputado para periodo 1990-1995 con 15,728 votos.
Sin embargo, su cargo luego fue disuelto el 5 de abril de 1992 tras el condenado golpe de Estado decretado por el expresidente Alberto Fujimori.
Ciccia formó parte de la oposición al régimen dictatorial junto a los diputados disueltos. Tras la disolución del Congreso de la República, prefirió no participar en política hasta la entrada de un nuevo régimen democrático, por lo que se dedicó a sus empresas.

### Regreso a la política nacional
Fue militante del partido Solidaridad Nacional, donde fue secretario regional de Organización de 2002 hasta 2011.
Fue candidato al Congreso de la República por la Alianza Solidaridad Nacional en las elecciones parlamentarias de 2011. Si bien la alianza tuvo representación en el Congreso, Ciccia no resultó elegido.
Nuevamente fue candidato al Congreso de la República por  Solidaridad Nacional en las elecciones parlamentarias de 2020. El partido está vez no paso la valla del 5%. Nuevamente no fue elegido.

### Congresista por Piura
En las elecciones parlamentarias de 2021, postuló nuevamente como congresista de la república por Piura y resultó elegido con 9269 votos para el periodo parlamentario 2021-2026.